# Milà-Sanremo 2020
La Milà-Sanremo 2020, 111a edició de la Milà-Sanremo, es disputà el dissabte 8 d'agost de 2020 sobre un recorregut de 305 km. La cursa formava part de l'UCI World Tour 2020.
El vencedor final fou el belga Wout Van Aert (Team Jumbo-Visma), que s'imposà a l'esprint al seu company d'escapada, el francès Julian Alaphilippe (Deceuninck-Quick Step). Ambdós s'havien escapat del gran grup en l'ascensió al Poggio di Sanremo. L'australià Michael Matthews (Team Sunweb) comandà el gran grup, que va arribar a tan sols dos segons del vencedor.

## Recorregut
La Milà-Sanremo és la cursa professional més llarga del calendari ciclista i el 2020 va tenir una llargada de 305 quilòmetres, 14 més que l'any anterior. La cursa començà a la ciutat de Milà, travessant les regions de la Llombardia, el Piemont i la Ligúria. Com a conseqüència de la pandèmia de COVID-19 molts alcaldes van impedir que la cursa passés pels seus municipis i això va fer que el recorregut fos diferent a l'habitual i que no s'entrés a la Ligúria pel Passo del Turchino, sinó que ho fes per Niella Belbo (785 metres) i el coll de Nava (936 metres) i d'aquí directament cap a Cipressa, el Poggio i finalitzant a la Via Roma de Sanremo.

## Equips participants
Van prendre part de la cursa 25 equips, per un total de 162 corredors.
| WorldTeams (18)- AG2R La Mondiale - Astana - Bahrain-Merida - Bora-hansgrohe - CCC Team - Deceuninck-Quick Step - Dimension Data - EF Education First - Groupama-FDJ - Team Jumbo-Visma - Katusha-Alpecin - Lotto Soudal - Mitchelton-Scott - Movistar Team - Sky - Team Sunweb - Trek-Segafredo - UAE Team Emirates Equips continentals professionals (7)- Androni Giocattoli-Sidermec - Bardiani CSF - Cofidis, Solutions Crédits - Direct Énergie - Israel Cycling Academy - Neri Sottoli-Selle Italia-KTM - Team Novo Nordisk |
| |

## Classificació final
| \| Classificació general \| Classificació general \| Classificació general \| Classificació general \| Classificació general \| \| Corredor \| Corredor \| Equip \| Temps \| \| \| --------------------- \| ----------------------- \| --------------------- \| --------------------- \| --------------------- \| \| 1r \| Wout van Aert \| Jumbo-Visma \| 7h 16' 09" \| \| \| 2n \| Julian Alaphilippe \| Deceuninck-Quick Step \| + 0" \| \| \| 3r \| Michael Matthews \| Team Sunweb \| + 2" \| \| \| 4t \| Peter Sagan \| Bora-Hansgrohe \| + 2" \| \| \| 5è \| Giacomo Nizzolo \| NTT Pro Cycling \| + 2" \| \| \| 6è \| Dion Smith \| Mitchelton-Scott \| + 2" \| \| \| 7è \| Alexander Aranburu Deba \| Astana \| + 2" \| \| \| 8è \| Greg Van Avermaet \| CCC Team \| + 2" \| \| \| 9è \| Philippe Gilbert \| Lotto-Soudal \| + 2" \| \| \| 10è \| Matej Mohorič \| Bahrain McLaren \| + 2" \| \| \| 11è \| Andrea Vendrame \| AG2R La Mondiale \| + 2" \| \| \| 12è \| Tadej Pogačar \| UAE Team Emirates \| + 2" \| \| \| 13è \| Mathieu van der Poel \| Alpecin-Fenix \| + 2" \| \| \| 14è \| Oliver Naesen \| AG2R La Mondiale \| + 2" \| \| \| 15è \| Michał Kwiatkowski \| Team Ineos \| + 2" \| \| \| 16è \| Davide Formolo \| UAE Team Emirates \| + 2" \| \| \| 17è \| Matteo Jorgenson \| Movistar Team \| + 2" \| \| \| 18è \| Alberto Bettiol \| EF Pro Cycling \| + 2" \| \| \| 19è \| Zdeněk Štybar \| Deceuninck-Quick Step \| + 2" \| \| \| 20è \| Tiesj Benoot \| Team Sunweb \| + 2" \| \| |                         |                       |            |
| |                         |                       |            |
| Font: ProCyclingStats |                         |                       |            |
| Classificació general |                         |                       |            |
| Corredor | Corredor                | Equip                 | Temps      |
| 1r | Wout van Aert           | Jumbo-Visma           | 7h 16' 09" |
| 2n | Julian Alaphilippe      | Deceuninck-Quick Step | + 0"       |
| 3r | Michael Matthews        | Team Sunweb           | + 2"       |
| 4t | Peter Sagan             | Bora-Hansgrohe        | + 2"       |
| 5è | Giacomo Nizzolo         | NTT Pro Cycling       | + 2"       |
| 6è | Dion Smith              | Mitchelton-Scott      | + 2"       |
| 7è | Alexander Aranburu Deba | Astana                | + 2"       |
| 8è | Greg Van Avermaet       | CCC Team              | + 2"       |
| 9è | Philippe Gilbert        | Lotto-Soudal          | + 2"       |
| 10è | Matej Mohorič           | Bahrain McLaren       | + 2"       |
| 11è | Andrea Vendrame         | AG2R La Mondiale      | + 2"       |
| 12è | Tadej Pogačar           | UAE Team Emirates     | + 2"       |
| 13è | Mathieu van der Poel    | Alpecin-Fenix         | + 2"       |
| 14è | Oliver Naesen           | AG2R La Mondiale      | + 2"       |
| 15è | Michał Kwiatkowski      | Team Ineos            | + 2"       |
| 16è | Davide Formolo          | UAE Team Emirates     | + 2"       |
| 17è | Matteo Jorgenson        | Movistar Team         | + 2"       |
| 18è | Alberto Bettiol         | EF Pro Cycling        | + 2"       |
| 19è | Zdeněk Štybar           | Deceuninck-Quick Step | + 2"       |
| 20è | Tiesj Benoot            | Team Sunweb           | + 2"       |

## Llista de participants
| Deceuninck-Quick Step DQT | Deceuninck-Quick Step DQT | Deceuninck-Quick Step DQT |
| ------------------------- | ------------------------- | ------------------------- |
| Núm                       | Ciclista                  | Pos                       |
| 1                         | Julian Alaphilippe (FRA)  | 2n                        |
| 2                         | Kasper Asgreen (DEN)      | 72è                       |
| 3                         | Sam Bennett (IRL)         | 60è                       |
| 4                         | Tim Declercq (BEL)        | 108è                      |
| 5                         | Bob Jungels (LUX) (ruta)  | 73è                       |
| 6                         | Zdeněk Štybar (CZE)       | 19è                       |

| AG2R La Mondiale ALM | AG2R La Mondiale ALM    | AG2R La Mondiale ALM |
| -------------------- | ----------------------- | -------------------- |
| Núm                  | Ciclista                | Pos                  |
| 11                   | Oliver Naesen (BEL)     | 14è                  |
| 12                   | Julien Duval (FRA)      | 149è                 |
| 13                   | Lawrence Naesen (BEL)   | 79è                  |
| 14                   | Stijn Vandenbergh (BEL) | 80è                  |
| 15                   | Andrea Vendrame (ITA)   | 11è                  |
| 16                   | Lawrence Warbasse (USA) | 64è                  |

| Alpecin-Fenix AFC | Alpecin-Fenix AFC          | Alpecin-Fenix AFC |
| ----------------- | -------------------------- | ----------------- |
| Núm               | Ciclista                   | Pos               |
| 21                | Mathieu van der Poel (NED) | 13è               |
| 22                | Dries De Bondt (BEL)       | 128è              |
| 23                | Senne Leysen (BEL)         | 105è              |
| 24                | Oscar Riesebeek (NED)      | 143è              |
| 25                | Kristian Sbaragli (ITA)    | 27è               |
| 26                | Scott Thwaites (GBR)       | 95è               |

| Androni Giocattoli-Sidermec ANS | Androni Giocattoli-Sidermec ANS  | Androni Giocattoli-Sidermec ANS |
| ------------------------------- | -------------------------------- | ------------------------------- |
| Núm                             | Ciclista                         | Pos                             |
| 31                              | Nicola Bagioli (ITA)             | 116è                            |
| 32                              | Mattia Bais (ITA)                | 109è                            |
| 33                              | Francesco Gavazzi (ITA)          | 84è                             |
| 34                              | Jhonatan Restrepo Valencia (COL) | 127è                            |
| 35                              | Josip Rumac (CRO) (ruta)         | 149è                            |
| 36                              | Nicola Venchiarutti (ITA)        | DNF                             |

| Astana AST | Astana AST                    | Astana AST |
| ---------- | ----------------------------- | ---------- |
| Núm        | Ciclista                      | Pos        |
| 41         | Aleksei Lutsenko (KAZ) (ruta) | 55è        |
| 42         | Alexander Aranburu Deba (ESP) | 7è         |
| 43         | Manuele Boaro (ITA)           | DNF        |
| 44         | Omar Fraile Matarranz (ESP)   | 104è       |
| 45         | Gorka Izagirre Insausti (ESP) | 22è        |
| 46         | Davide Martinelli (ITA)       | 92è        |

| Bahrain McLaren TBM | Bahrain McLaren TBM       | Bahrain McLaren TBM |
| ------------------- | ------------------------- | ------------------- |
| Núm                 | Ciclista                  | Pos                 |
| 51                  | Sonny Colbrelli (ITA)     | 63è                 |
| 52                  | Damiano Caruso (ITA)      | 25è                 |
| 53                  | Iván García Cortina (ESP) | 93è                 |
| 54                  | Marco Haller (AUT)        | DNF                 |
| 55                  | Matej Mohorič (SLO)       | 10è                 |
| 56                  | Dylan Teuns (BEL)         | 70è                 |

| Bardiani CSF Faizanè BCF | Bardiani CSF Faizanè BCF | Bardiani CSF Faizanè BCF |
| ------------------------ | ------------------------ | ------------------------ |
| Núm                      | Ciclista                 | Pos                      |
| 61                       | Vincenzo Albanese (ITA)  | 135è                     |
| 62                       | Iuri Filosi (ITA)        | DNF                      |
| 63                       | Filippo Fiorelli (ITA)   | 112è                     |
| 64                       | Fabio Mazzucco (ITA)     | 145è                     |
| 65                       | Daniel Savini (ITA)      | 94è                      |
| 66                       | Alessandro Tonelli (ITA) | 117è                     |

| Bora-Hansgrohe BOH | Bora-Hansgrohe BOH        | Bora-Hansgrohe BOH |
| ------------------ | ------------------------- | ------------------ |
| Núm                | Ciclista                  | Pos                |
| 71                 | Peter Sagan (SVK)         | 4t                 |
| 72                 | Cesare Benedetti (ITA)    | 53è                |
| 73                 | Marcus Burghardt (GER)    | 51è                |
| 74                 | Oscar Gatto (ITA)         | DNF                |
| 75                 | Felix Großschartner (AUT) | 75è                |
| 76                 | Daniel Oss (ITA)          | 71è                |

| CCC Team CCC | CCC Team CCC               | CCC Team CCC |
| ------------ | -------------------------- | ------------ |
| Núm          | Ciclista                   | Pos          |
| 81           | Greg Van Avermaet (BEL)    | 8è           |
| 82           | Alessandro De Marchi (ITA) | 31è          |
| 83           | Jonas Koch (GER)           | 66è          |
| 84           | Fausto Masnada (ITA)       | 49è          |
| 85           | Michael Schär (SUI)        | 124è         |
| 86           | Matteo Trentin (ITA)       | DNF          |

| Circus-Wanty Gobert CWG | Circus-Wanty Gobert CWG | Circus-Wanty Gobert CWG |
| ----------------------- | ----------------------- | ----------------------- |
| Núm                     | Ciclista                | Pos                     |
| 91                      | Jan Bakelants (BEL)     | 41è                     |
| 92                      | Aimé De Gendt (BEL)     | 21è                     |
| 93                      | Xandro Meurisse (BEL)   | 34è                     |
| 94                      | Andrea Pasqualon (ITA)  | 42è                     |
| 95                      | Danny van Poppel (NED)  | 132è                    |
| 96                      | Loïc Vliegen (BEL)      | 48è                     |

| Cofidis COF | Cofidis COF               | Cofidis COF |
| ----------- | ------------------------- | ----------- |
| Núm         | Ciclista                  | Pos         |
| 101         | Elia Viviani (ITA) (ruta) | 39è         |
| 102         | Simone Consonni (ITA)     | 139è        |
| 103         | Christophe Laporte (FRA)  | 102è        |
| 104         | Cyril Lemoine (FRA)       | 78è         |
| 105         | Fabio Sabatini (ITA)      | 96è         |
| 106         | Kenneth Vanbilsen (BEL)   | 122è        |

| EF Pro Cycling EF1 | EF Pro Cycling EF1        | EF Pro Cycling EF1 |
| ------------------ | ------------------------- | ------------------ |
| Núm                | Ciclista                  | Pos                |
| 111                | Alberto Bettiol (ITA)     | 18è                |
| 112                | Simon Clarke (AUS)        | 44è                |
| 113                | Lawson Craddock (USA)     | 136è               |
| 114                | Mitchell Docker (AUS)     | 126è               |
| 115                | Magnus Cort Nielsen (DEN) | 101è               |
| 116                | Michael Woods (CAN)       | 65è                |

| Gazprom-RusVelo GAZ | Gazprom-RusVelo GAZ   | Gazprom-RusVelo GAZ |
| ------------------- | --------------------- | ------------------- |
| Núm                 | Ciclista              | Pos                 |
| 121                 | Damiano Cima (ITA)    | 144è                |
| 122                 | Ígor Bóiev (RUS)      | 115è                |
| 123                 | Marco Canola (ITA)    | 36è                 |
| 124                 | Imerio Cima (ITA)     | 114è                |
| 125                 | Stepan Kurianov (RUS) | 118è                |
| 126                 | Simone Velasco (ITA)  | 43è                 |

| Groupama-FDJ GFC | Groupama-FDJ GFC          | Groupama-FDJ GFC |
| ---------------- | ------------------------- | ---------------- |
| Núm              | Ciclista                  | Pos              |
| 131              | Arnaud Démare (FRA)       | 24è              |
| 132              | Miles Scotson (AUS)       | 89è              |
| 133              | Jacopo Guarnieri (ITA)    | 103è             |
| 134              | Ignatas Konovalovas (LTU) | DNF              |
| 135              | Stefan Küng (SUI)         | 52è              |
| 136              | Ramon Sinkeldam (NED)     | 88è              |

| Israel Start-Up Nation ISN | Israel Start-Up Nation ISN | Israel Start-Up Nation ISN |
| -------------------------- | -------------------------- | -------------------------- |
| Núm                        | Ciclista                   | Pos                        |
| 141                        | Guillaume Boivin (CAN)     | 40è                        |
| 142                        | Davide Cimolai (ITA)       | 90è                        |
| 143                        | Alex Dowsett (GBR)         | DNF                        |
| 144                        | Reto Hollenstein (SUI)     | 82è                        |
| 145                        | Rory Sutherland (AUS)      | 148è                       |
| 146                        | Rick Zabel (GER)           | 81è                        |

| Lotto-Soudal LTS | Lotto-Soudal LTS         | Lotto-Soudal LTS |
| ---------------- | ------------------------ | ---------------- |
| Núm              | Ciclista                 | Pos              |
| 151              | Caleb Ewan (AUS)         | 113è             |
| 152              | Jasper De Buyst (BEL)    | 110è             |
| 153              | Frederik Frison (BEL)    | DNF              |
| 154              | Philippe Gilbert (BEL)   | 9è               |
| 155              | Nikolas Maes (BEL)       | 106è             |
| 156              | Tosh Van der Sande (BEL) | 147è             |

| Mitchelton-Scott MTS | Mitchelton-Scott MTS       | Mitchelton-Scott MTS |
| -------------------- | -------------------------- | -------------------- |
| Núm                  | Ciclista                   | Pos                  |
| 161                  | Michael Albasini (SUI)     | 130è                 |
| 162                  | Alexander Edmondson (AUS)  | 67è                  |
| 163                  | Alexander Konychev (ITA)   | 69è                  |
| 164                  | Cameron Meyer (AUS) (ruta) | 125è                 |
| 165                  | Dion Smith (NZL)           | 6è                   |
| 166                  | Robert Stannard (AUS)      | 26è                  |

| Movistar Team MOV | Movistar Team MOV            | Movistar Team MOV |
| ----------------- | ---------------------------- | ----------------- |
| Núm               | Ciclista                     | Pos               |
| 171               | Héctor Carretero Milla (ESP) | DNF               |
| 172               | Dario Cataldo (ITA)          | 123è              |
| 173               | Gabriel Cullaigh (GBR)       | DNF               |
| 174               | Matteo Jorgenson (USA)       | 17è               |
| 175               | Eduardo Sepúlveda (ARG)      | 86è               |
| 176               | Davide Villella (ITA)        | 35è               |

| NTT Pro Cycling NTT | NTT Pro Cycling NTT            | NTT Pro Cycling NTT |
| ------------------- | ------------------------------ | ------------------- |
| Núm                 | Ciclista                       | Pos                 |
| 181                 | Giacomo Nizzolo (ITA)          | 5è                  |
| 182                 | Edvald Boasson Hagen (NOR)     | 100è                |
| 183                 | Michael Gogl (AUT)             | 76è                 |
| 184                 | Michael Valgren Andersen (DEN) | 99è                 |
| 185                 | Roman Kreuziger (CZE)          | 54è                 |
| 186                 | Max Walscheid (GER)            | 146è                |

| Arkéa-Samsic ARK | Arkéa-Samsic ARK     | Arkéa-Samsic ARK |
| ---------------- | -------------------- | ---------------- |
| Núm              | Ciclista             | Pos              |
| 191              | Thomas Boudat (FRA)  | 129è             |
| 192              | Nacer Bouhanni (FRA) | 38è              |
| 193              | Daniel McLay (GBR)   | 133è             |
| 194              | Laurent Pichon (FRA) | 121è             |
| 195              | Clément Russo (FRA)  | 68è              |
| 196              | Florian Vachon (FRA) | 131è             |

| Team Ineos INS | Team Ineos INS           | Team Ineos INS |
| -------------- | ------------------------ | -------------- |
| Núm            | Ciclista                 | Pos            |
| 201            | Michał Kwiatkowski (POL) | 15è            |
| 202            | Filippo Ganna (ITA)      | 74è            |
| 203            | Gianni Moscon (ITA)      | 33è            |
| 204            | Salvatore Puccio (ITA)   | 62è            |
| 205            | Ben Swift (GBR)          | 32è            |
| 206            | Dylan van Baarle (NED)   | 140è           |

| Jumbo-Visma TJV | Jumbo-Visma TJV                    | Jumbo-Visma TJV |
| --------------- | ---------------------------------- | --------------- |
| Núm             | Ciclista                           | Pos             |
| 211             | Wout van Aert (BEL)                | 1r              |
| 212             | Amund Grøndahl Jansen (NOR) (ruta) | 45è             |
| 213             | Bert-Jan Lindeman (NED)            | 111è            |
| 214             | Paul Martens (GER)                 | 107è            |
| 215             | Timo Roosen (NED)                  | 59è             |
| 216             | Antwan Tolhoek (NED)               | 141è            |

| Team Sunweb SUN | Team Sunweb SUN            | Team Sunweb SUN |
| --------------- | -------------------------- | --------------- |
| Núm             | Ciclista                   | Pos             |
| 221             | Michael Matthews (AUS)     | 3r              |
| 222             | Nikias Arndt (GER)         | 56è             |
| 223             | Tiesj Benoot (BEL)         | 20è             |
| 224             | Cees Bol (NED)             | 137è            |
| 225             | Søren Kragh Andersen (DEN) | 57è             |
| 226             | Jasha Sütterlin (GER)      | DNF             |

| Total Direct Énergie TDE | Total Direct Énergie TDE | Total Direct Énergie TDE |
| ------------------------ | ------------------------ | ------------------------ |
| Núm                      | Ciclista                 | Pos                      |
| 231                      | Leonardo Bonifazio (ITA) | 138è                     |
| 232                      | Niccolò Bonifazio (ITA)  | 46è                      |
| 233                      | Adrien Petit (FRA)       | 87è                      |
| 234                      | Geoffrey Soupe (FRA)     | 37è                      |
| 235                      | Anthony Turgis (FRA)     | 29è                      |
| 236                      | Dries Van Gestel (BEL)   | 58è                      |

| Trek-Segafredo TFS | Trek-Segafredo TFS       | Trek-Segafredo TFS |
| ------------------ | ------------------------ | ------------------ |
| Núm                | Ciclista                 | Pos                |
| 241                | Vincenzo Nibali (ITA)    |                    |
| 242                | Gianluca Brambilla (ITA) |                    |
| 243                | Giulio Ciccone (ITA)     |                    |
| 244                | Nicola Conci (ITA)       |                    |
| 245                | Koen de Kort (NED)       |                    |
| 246                | Matteo Moschetti (ITA)   |                    |

| UAE Team Emirates UAD | UAE Team Emirates UAD                        | UAE Team Emirates UAD |
| --------------------- | -------------------------------------------- | --------------------- |
| Núm                   | Ciclista                                     | Pos                   |
| 251                   | Fernando Gaviria Rendón (COL)                |                       |
| 252                   | Davide Formolo (ITA) (ruta)                  |                       |
| 253                   | Alexander Kristoff (NOR)                     |                       |
| 254                   | Tadej Pogačar (SLO)                          |                       |
| 255                   | Maximiliano Richeze Araquistain (ARG) (ruta) |                       |
| 256                   | Oliviero Troia (ITA)                         |                       |

| Vini Zabù-KTM THR | Vini Zabù-KTM THR       | Vini Zabù-KTM THR |
| ----------------- | ----------------------- | ----------------- |
| Núm               | Ciclista                | Pos               |
| 261               | Giovanni Visconti (ITA) |                   |
| 262               | Marco Frapporti (ITA)   |                   |
| 263               | Roberto González (PAN)  |                   |
| 264               | Umberto Marengo (ITA)   |                   |
| 265               | James Mitri (NZL)       |                   |
| 266               | Lorenzo Rota (ITA)      |                   |

| Deceuninck-Quick Step DQT | Deceuninck-Quick Step DQT | Deceuninck-Quick Step DQT |
| ------------------------- | ------------------------- | ------------------------- |
| Núm                       | Ciclista                  | Pos                       |
| 1                         | Julian Alaphilippe (FRA)  | 2n                        |
| 2                         | Kasper Asgreen (DEN)      | 72è                       |
| 3                         | Sam Bennett (IRL)         | 60è                       |
| 4                         | Tim Declercq (BEL)        | 108è                      |
| 5                         | Bob Jungels (LUX) (ruta)  | 73è                       |
| 6                         | Zdeněk Štybar (CZE)       | 19è                       |

| AG2R La Mondiale ALM | AG2R La Mondiale ALM    | AG2R La Mondiale ALM |
| -------------------- | ----------------------- | -------------------- |
| Núm                  | Ciclista                | Pos                  |
| 11                   | Oliver Naesen (BEL)     | 14è                  |
| 12                   | Julien Duval (FRA)      | 149è                 |
| 13                   | Lawrence Naesen (BEL)   | 79è                  |
| 14                   | Stijn Vandenbergh (BEL) | 80è                  |
| 15                   | Andrea Vendrame (ITA)   | 11è                  |
| 16                   | Lawrence Warbasse (USA) | 64è                  |

| Alpecin-Fenix AFC | Alpecin-Fenix AFC          | Alpecin-Fenix AFC |
| ----------------- | -------------------------- | ----------------- |
| Núm               | Ciclista                   | Pos               |
| 21                | Mathieu van der Poel (NED) | 13è               |
| 22                | Dries De Bondt (BEL)       | 128è              |
| 23                | Senne Leysen (BEL)         | 105è              |
| 24                | Oscar Riesebeek (NED)      | 143è              |
| 25                | Kristian Sbaragli (ITA)    | 27è               |
| 26                | Scott Thwaites (GBR)       | 95è               |

| Androni Giocattoli-Sidermec ANS | Androni Giocattoli-Sidermec ANS  | Androni Giocattoli-Sidermec ANS |
| ------------------------------- | -------------------------------- | ------------------------------- |
| Núm                             | Ciclista                         | Pos                             |
| 31                              | Nicola Bagioli (ITA)             | 116è                            |
| 32                              | Mattia Bais (ITA)                | 109è                            |
| 33                              | Francesco Gavazzi (ITA)          | 84è                             |
| 34                              | Jhonatan Restrepo Valencia (COL) | 127è                            |
| 35                              | Josip Rumac (CRO) (ruta)         | 149è                            |
| 36                              | Nicola Venchiarutti (ITA)        | DNF                             |

| Astana AST | Astana AST                    | Astana AST |
| ---------- | ----------------------------- | ---------- |
| Núm        | Ciclista                      | Pos        |
| 41         | Aleksei Lutsenko (KAZ) (ruta) | 55è        |
| 42         | Alexander Aranburu Deba (ESP) | 7è         |
| 43         | Manuele Boaro (ITA)           | DNF        |
| 44         | Omar Fraile Matarranz (ESP)   | 104è       |
| 45         | Gorka Izagirre Insausti (ESP) | 22è        |
| 46         | Davide Martinelli (ITA)       | 92è        |

| Bahrain McLaren TBM | Bahrain McLaren TBM       | Bahrain McLaren TBM |
| ------------------- | ------------------------- | ------------------- |
| Núm                 | Ciclista                  | Pos                 |
| 51                  | Sonny Colbrelli (ITA)     | 63è                 |
| 52                  | Damiano Caruso (ITA)      | 25è                 |
| 53                  | Iván García Cortina (ESP) | 93è                 |
| 54                  | Marco Haller (AUT)        | DNF                 |
| 55                  | Matej Mohorič (SLO)       | 10è                 |
| 56                  | Dylan Teuns (BEL)         | 70è                 |

| Bardiani CSF Faizanè BCF | Bardiani CSF Faizanè BCF | Bardiani CSF Faizanè BCF |
| ------------------------ | ------------------------ | ------------------------ |
| Núm                      | Ciclista                 | Pos                      |
| 61                       | Vincenzo Albanese (ITA)  | 135è                     |
| 62                       | Iuri Filosi (ITA)        | DNF                      |
| 63                       | Filippo Fiorelli (ITA)   | 112è                     |
| 64                       | Fabio Mazzucco (ITA)     | 145è                     |
| 65                       | Daniel Savini (ITA)      | 94è                      |
| 66                       | Alessandro Tonelli (ITA) | 117è                     |

| Bora-Hansgrohe BOH | Bora-Hansgrohe BOH        | Bora-Hansgrohe BOH |
| ------------------ | ------------------------- | ------------------ |
| Núm                | Ciclista                  | Pos                |
| 71                 | Peter Sagan (SVK)         | 4t                 |
| 72                 | Cesare Benedetti (ITA)    | 53è                |
| 73                 | Marcus Burghardt (GER)    | 51è                |
| 74                 | Oscar Gatto (ITA)         | DNF                |
| 75                 | Felix Großschartner (AUT) | 75è                |
| 76                 | Daniel Oss (ITA)          | 71è                |

| CCC Team CCC | CCC Team CCC               | CCC Team CCC |
| ------------ | -------------------------- | ------------ |
| Núm          | Ciclista                   | Pos          |
| 81           | Greg Van Avermaet (BEL)    | 8è           |
| 82           | Alessandro De Marchi (ITA) | 31è          |
| 83           | Jonas Koch (GER)           | 66è          |
| 84           | Fausto Masnada (ITA)       | 49è          |
| 85           | Michael Schär (SUI)        | 124è         |
| 86           | Matteo Trentin (ITA)       | DNF          |

| Circus-Wanty Gobert CWG | Circus-Wanty Gobert CWG | Circus-Wanty Gobert CWG |
| ----------------------- | ----------------------- | ----------------------- |
| Núm                     | Ciclista                | Pos                     |
| 91                      | Jan Bakelants (BEL)     | 41è                     |
| 92                      | Aimé De Gendt (BEL)     | 21è                     |
| 93                      | Xandro Meurisse (BEL)   | 34è                     |
| 94                      | Andrea Pasqualon (ITA)  | 42è                     |
| 95                      | Danny van Poppel (NED)  | 132è                    |
| 96                      | Loïc Vliegen (BEL)      | 48è                     |

| Cofidis COF | Cofidis COF               | Cofidis COF |
| ----------- | ------------------------- | ----------- |
| Núm         | Ciclista                  | Pos         |
| 101         | Elia Viviani (ITA) (ruta) | 39è         |
| 102         | Simone Consonni (ITA)     | 139è        |
| 103         | Christophe Laporte (FRA)  | 102è        |
| 104         | Cyril Lemoine (FRA)       | 78è         |
| 105         | Fabio Sabatini (ITA)      | 96è         |
| 106         | Kenneth Vanbilsen (BEL)   | 122è        |

| EF Pro Cycling EF1 | EF Pro Cycling EF1        | EF Pro Cycling EF1 |
| ------------------ | ------------------------- | ------------------ |
| Núm                | Ciclista                  | Pos                |
| 111                | Alberto Bettiol (ITA)     | 18è                |
| 112                | Simon Clarke (AUS)        | 44è                |
| 113                | Lawson Craddock (USA)     | 136è               |
| 114                | Mitchell Docker (AUS)     | 126è               |
| 115                | Magnus Cort Nielsen (DEN) | 101è               |
| 116                | Michael Woods (CAN)       | 65è                |

| Gazprom-RusVelo GAZ | Gazprom-RusVelo GAZ   | Gazprom-RusVelo GAZ |
| ------------------- | --------------------- | ------------------- |
| Núm                 | Ciclista              | Pos                 |
| 121                 | Damiano Cima (ITA)    | 144è                |
| 122                 | Ígor Bóiev (RUS)      | 115è                |
| 123                 | Marco Canola (ITA)    | 36è                 |
| 124                 | Imerio Cima (ITA)     | 114è                |
| 125                 | Stepan Kurianov (RUS) | 118è                |
| 126                 | Simone Velasco (ITA)  | 43è                 |

| Groupama-FDJ GFC | Groupama-FDJ GFC          | Groupama-FDJ GFC |
| ---------------- | ------------------------- | ---------------- |
| Núm              | Ciclista                  | Pos              |
| 131              | Arnaud Démare (FRA)       | 24è              |
| 132              | Miles Scotson (AUS)       | 89è              |
| 133              | Jacopo Guarnieri (ITA)    | 103è             |
| 134              | Ignatas Konovalovas (LTU) | DNF              |
| 135              | Stefan Küng (SUI)         | 52è              |
| 136              | Ramon Sinkeldam (NED)     | 88è              |

| Israel Start-Up Nation ISN | Israel Start-Up Nation ISN | Israel Start-Up Nation ISN |
| -------------------------- | -------------------------- | -------------------------- |
| Núm                        | Ciclista                   | Pos                        |
| 141                        | Guillaume Boivin (CAN)     | 40è                        |
| 142                        | Davide Cimolai (ITA)       | 90è                        |
| 143                        | Alex Dowsett (GBR)         | DNF                        |
| 144                        | Reto Hollenstein (SUI)     | 82è                        |
| 145                        | Rory Sutherland (AUS)      | 148è                       |
| 146                        | Rick Zabel (GER)           | 81è                        |

| Lotto-Soudal LTS | Lotto-Soudal LTS         | Lotto-Soudal LTS |
| ---------------- | ------------------------ | ---------------- |
| Núm              | Ciclista                 | Pos              |
| 151              | Caleb Ewan (AUS)         | 113è             |
| 152              | Jasper De Buyst (BEL)    | 110è             |
| 153              | Frederik Frison (BEL)    | DNF              |
| 154              | Philippe Gilbert (BEL)   | 9è               |
| 155              | Nikolas Maes (BEL)       | 106è             |
| 156              | Tosh Van der Sande (BEL) | 147è             |

| Mitchelton-Scott MTS | Mitchelton-Scott MTS       | Mitchelton-Scott MTS |
| -------------------- | -------------------------- | -------------------- |
| Núm                  | Ciclista                   | Pos                  |
| 161                  | Michael Albasini (SUI)     | 130è                 |
| 162                  | Alexander Edmondson (AUS)  | 67è                  |
| 163                  | Alexander Konychev (ITA)   | 69è                  |
| 164                  | Cameron Meyer (AUS) (ruta) | 125è                 |
| 165                  | Dion Smith (NZL)           | 6è                   |
| 166                  | Robert Stannard (AUS)      | 26è                  |

| Movistar Team MOV | Movistar Team MOV            | Movistar Team MOV |
| ----------------- | ---------------------------- | ----------------- |
| Núm               | Ciclista                     | Pos               |
| 171               | Héctor Carretero Milla (ESP) | DNF               |
| 172               | Dario Cataldo (ITA)          | 123è              |
| 173               | Gabriel Cullaigh (GBR)       | DNF               |
| 174               | Matteo Jorgenson (USA)       | 17è               |
| 175               | Eduardo Sepúlveda (ARG)      | 86è               |
| 176               | Davide Villella (ITA)        | 35è               |

| NTT Pro Cycling NTT | NTT Pro Cycling NTT            | NTT Pro Cycling NTT |
| ------------------- | ------------------------------ | ------------------- |
| Núm                 | Ciclista                       | Pos                 |
| 181                 | Giacomo Nizzolo (ITA)          | 5è                  |
| 182                 | Edvald Boasson Hagen (NOR)     | 100è                |
| 183                 | Michael Gogl (AUT)             | 76è                 |
| 184                 | Michael Valgren Andersen (DEN) | 99è                 |
| 185                 | Roman Kreuziger (CZE)          | 54è                 |
| 186                 | Max Walscheid (GER)            | 146è                |

| Arkéa-Samsic ARK | Arkéa-Samsic ARK     | Arkéa-Samsic ARK |
| ---------------- | -------------------- | ---------------- |
| Núm              | Ciclista             | Pos              |
| 191              | Thomas Boudat (FRA)  | 129è             |
| 192              | Nacer Bouhanni (FRA) | 38è              |
| 193              | Daniel McLay (GBR)   | 133è             |
| 194              | Laurent Pichon (FRA) | 121è             |
| 195              | Clément Russo (FRA)  | 68è              |
| 196              | Florian Vachon (FRA) | 131è             |

| Team Ineos INS | Team Ineos INS           | Team Ineos INS |
| -------------- | ------------------------ | -------------- |
| Núm            | Ciclista                 | Pos            |
| 201            | Michał Kwiatkowski (POL) | 15è            |
| 202            | Filippo Ganna (ITA)      | 74è            |
| 203            | Gianni Moscon (ITA)      | 33è            |
| 204            | Salvatore Puccio (ITA)   | 62è            |
| 205            | Ben Swift (GBR)          | 32è            |
| 206            | Dylan van Baarle (NED)   | 140è           |

| Jumbo-Visma TJV | Jumbo-Visma TJV                    | Jumbo-Visma TJV |
| --------------- | ---------------------------------- | --------------- |
| Núm             | Ciclista                           | Pos             |
| 211             | Wout van Aert (BEL)                | 1r              |
| 212             | Amund Grøndahl Jansen (NOR) (ruta) | 45è             |
| 213             | Bert-Jan Lindeman (NED)            | 111è            |
| 214             | Paul Martens (GER)                 | 107è            |
| 215             | Timo Roosen (NED)                  | 59è             |
| 216             | Antwan Tolhoek (NED)               | 141è            |

| Team Sunweb SUN | Team Sunweb SUN            | Team Sunweb SUN |
| --------------- | -------------------------- | --------------- |
| Núm             | Ciclista                   | Pos             |
| 221             | Michael Matthews (AUS)     | 3r              |
| 222             | Nikias Arndt (GER)         | 56è             |
| 223             | Tiesj Benoot (BEL)         | 20è             |
| 224             | Cees Bol (NED)             | 137è            |
| 225             | Søren Kragh Andersen (DEN) | 57è             |
| 226             | Jasha Sütterlin (GER)      | DNF             |

| Total Direct Énergie TDE | Total Direct Énergie TDE | Total Direct Énergie TDE |
| ------------------------ | ------------------------ | ------------------------ |
| Núm                      | Ciclista                 | Pos                      |
| 231                      | Leonardo Bonifazio (ITA) | 138è                     |
| 232                      | Niccolò Bonifazio (ITA)  | 46è                      |
| 233                      | Adrien Petit (FRA)       | 87è                      |
| 234                      | Geoffrey Soupe (FRA)     | 37è                      |
| 235                      | Anthony Turgis (FRA)     | 29è                      |
| 236                      | Dries Van Gestel (BEL)   | 58è                      |

| Trek-Segafredo TFS | Trek-Segafredo TFS       | Trek-Segafredo TFS |
| ------------------ | ------------------------ | ------------------ |
| Núm                | Ciclista                 | Pos                |
| 241                | Vincenzo Nibali (ITA)    |                    |
| 242                | Gianluca Brambilla (ITA) |                    |
| 243                | Giulio Ciccone (ITA)     |                    |
| 244                | Nicola Conci (ITA)       |                    |
| 245                | Koen de Kort (NED)       |                    |
| 246                | Matteo Moschetti (ITA)   |                    |

| UAE Team Emirates UAD | UAE Team Emirates UAD                        | UAE Team Emirates UAD |
| --------------------- | -------------------------------------------- | --------------------- |
| Núm                   | Ciclista                                     | Pos                   |
| 251                   | Fernando Gaviria Rendón (COL)                |                       |
| 252                   | Davide Formolo (ITA) (ruta)                  |                       |
| 253                   | Alexander Kristoff (NOR)                     |                       |
| 254                   | Tadej Pogačar (SLO)                          |                       |
| 255                   | Maximiliano Richeze Araquistain (ARG) (ruta) |                       |
| 256                   | Oliviero Troia (ITA)                         |                       |

| Vini Zabù-KTM THR | Vini Zabù-KTM THR       | Vini Zabù-KTM THR |
| ----------------- | ----------------------- | ----------------- |
| Núm               | Ciclista                | Pos               |
| 261               | Giovanni Visconti (ITA) |                   |
| 262               | Marco Frapporti (ITA)   |                   |
| 263               | Roberto González (PAN)  |                   |
| 264               | Umberto Marengo (ITA)   |                   |
| 265               | James Mitri (NZL)       |                   |
| 266               | Lorenzo Rota (ITA)      |                   |